# Karl Gustaf af Sillén
Karl Gustaf af Sillén, född den 18 juli 1770 i Göteborg, död den 19 november 1841 i Uppsala, var en svensk militär.

## Bakgrund
af Sillén var son till majoren vid artilleriet Lars af Sillén och Anna Elisabeth, född Brenner. Han hade fem bröder och tre systrar.

## Karriär
af Sillén började sin bana 1787 som underofficer vid Upplands regemente. Han befordrades 1800 till löjtnant vid Adelsfanan; därefter utnämndes han till ryttmästare 1808 samt till major vid armén 1813. Vid sitt avsked 1818 hade han uppnått överstelöjtnants grad. af Sillén deltog i Gustav III:s ryska krig då han deltog vid landstigningen vid Brackila, anfallet mot Fredrikshamn, övergången av Abborrfors, träffningen vid Suttula, intagandet av Högfors samt de bägge sjöslagen vid Svensksund. 1790 tilldelades han medaljen För tapperhet till sjöss. Under Finska kriget 1808-1809 deltog han vid slaget vid Lemo, under vilket han allvarligt sårades av en muskötkula i bröstet. Efter kriget belönades han med guldmedaljen För tapperhet i fält.
År 1813 blev han riddare av Svärdsorden

## Övrigt liv
af Sillén gifte sig med Ulrika Ahlström (1771-1827), vars far var borgmästare i Söderköpings stad. De fick en dotter som dog ung.